# Dopasia gracilis
Dopasia gracilis là một loài thằn lằn trong họ Anguidae. Loài này được Gray mô tả khoa học đầu tiên năm 1845.